# Dariusz Sobczak
Dariusz Sobczak (ur. 1968) – polski samorządowiec, w latach 1999–2000 członek zarządu województwa pomorskiego I kadencji.

## Życiorys
Zaangażował się w działalność polityczną w ramach Unii Wolności. Z dniem 1 stycznia 1999 powołany na stanowisko członka zarządu województwa pomorskiego, odpowiedzialnego za edukację, sport i kulturę. Zakończył pełnienie funkcji 20 listopada 2000 po cofnięciu rekomendacji partyjnej (zarząd funkcjonował następnie przez około rok w składzie czteroosobowym). Miało to związek z incydentem z września 2000, gdy po wtargnięciu na jezdnię pod wpływem alkoholu trafił przed kolegium do spraw wykroczeń i następnie na izbę wytrzeźwień.